# セックス・ピストルズ
セックス・ピストルズ（英語: Sex Pistols）は、イングランドのパンク・ロックバンド。
1970年代後半にロンドンで勃興した、パンク/ニュー・ウェイヴ・ムーヴメントを代表する象徴的グループ。自国の王室、政府、大手企業、ロック・シーンを攻撃した歌詞等、反体制派のギミックが特徴。また、活動期間は短命ながら、後世のミュージック・シーンやファッション界にも多大な影響を与えた。
2006年に『ロックの殿堂』入りを果たし、ローリング・ストーン誌が選出する「歴史上、最も偉大な100組のアーティスト」第60位に入選した。

## 来歴

### 結成

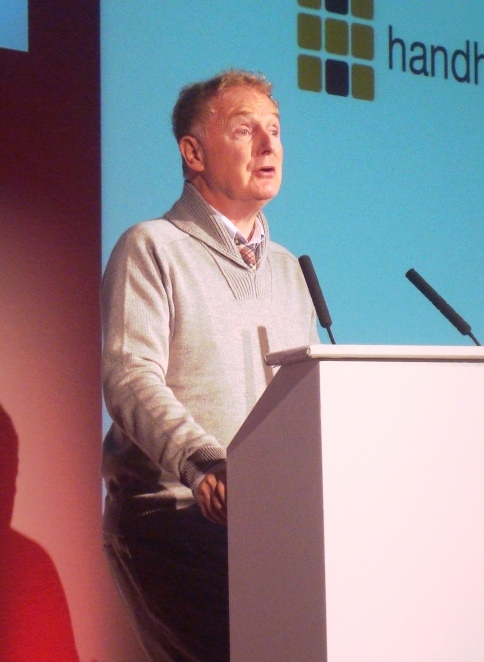
マネージャーを務めた晩年のマルコム・マクラーレン (2009年)

1970年代半ばのロック・シーンは、ハードロックとプログレッシブ・ロックが二大主流で、超絶技巧のギターテクニックや、初期の高価なシンセサイザーやスタジオ録音技術を駆使する「スーパー・バンド」と、ロックファンの間には溝が生まれつつあった。
当時、ロンドンのキングス・ロードで『SEX』というブティックを経営していたマルコム・マクラーレンは、店に出入りしていた不良少年のスティーヴ・ジョーンズとポール・クックが結成したアマチュアバンドに目をつけた。それに積極的に介入し、当時『SEX』の店員だったグレン・マトロックと、オーディションで選んだジョニー・ロットンを加入させ、1975年11月にバンドの形を整えさせた。彼らは貸しスタジオで練習を重ね、セックス・ピストルズのバンド名でライブデビューした。

### パンク・ロックの勃興

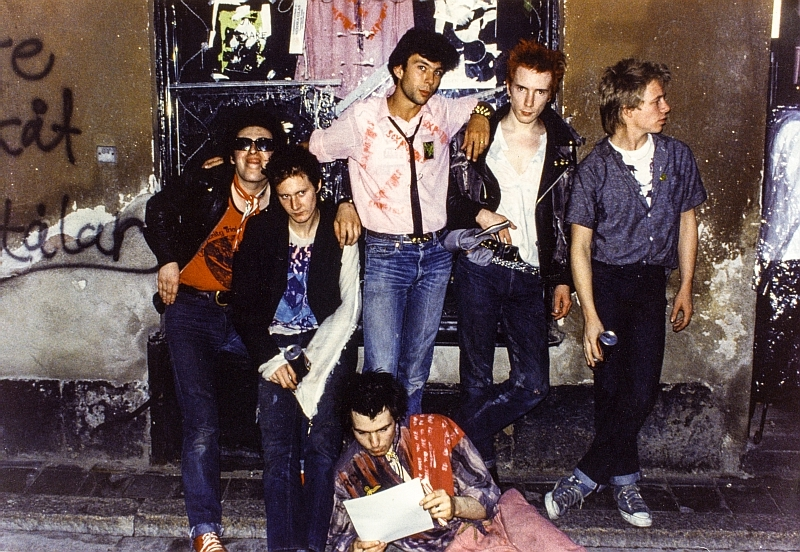
メンバーおよびパンク仲間

シンプルなロックンロール、反体制的な歌詞、斬新なファッション、メディアを意識したスキャンダルの濫発によりすぐに注目された。
1976年、大手レーベルのEMIと契約し、シングル「アナーキー・イン・ザ・U.K./アイ・ワナ・ビー・ミー」をリリースするが、出演したテレビで放送禁止用語を連発したことが問題となって契約を破棄され、結果としてバンドは巨額の違約金を手に入れた。その後、A&Mレコードと契約したが、シングル「ゴッド・セイヴ・ザ・クイーン/分かってたまるか」の発売直前に破棄され、またしてもバンドは巨額の違約金を手に入れた。最終的にヴァージン・レコードと契約する。

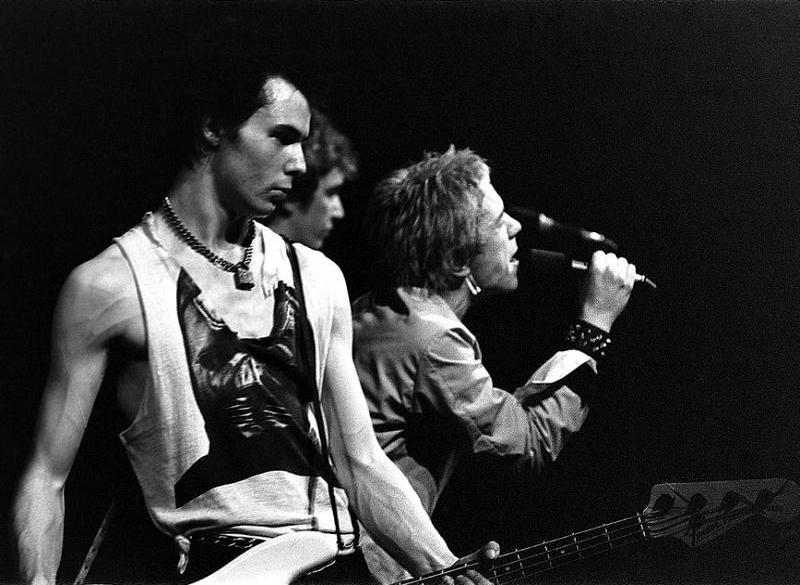
左・新加入のシド(B) 1977年

1977年にベーシストのグレン・マトロックが、ジョニー・ロットンとの不和などの理由で脱退。スティーヴ・ジョーンズはインタビューで、マトロックの脱退について、「彼は優れた作曲家だったけれど、ビートルズの影響が大きすぎた。彼はいつも足を洗っていて、ピストルズには見えなかった」と語っている。 後継ベーシストとして、古くからロットンと親しかったシド・ヴィシャスが採用された。このシドの加入で、ピストルズはよりスター性のあるバンドとなった。しかし、作曲面における功績が大きかったマトロックの脱退は、バンドの将来に暗い影を落とすことになった。
エリザベス女王在位25周年祝典の日に、テムズ川のボートでゲリラライヴを行い、英国国歌と同名の曲「ゴッド・セイヴ・ザ・クイーン」を演奏し逮捕された。このプロモーションの成果は上々で、全英シングルチャートで最高2位（NMEチャートでは最高1位）を記録したが、ジョニー・ロットンとポール・クックが右翼に襲われて重傷を負う事件が発生し、バンド活動はしばらく停滞した。

### 絶頂期と解散

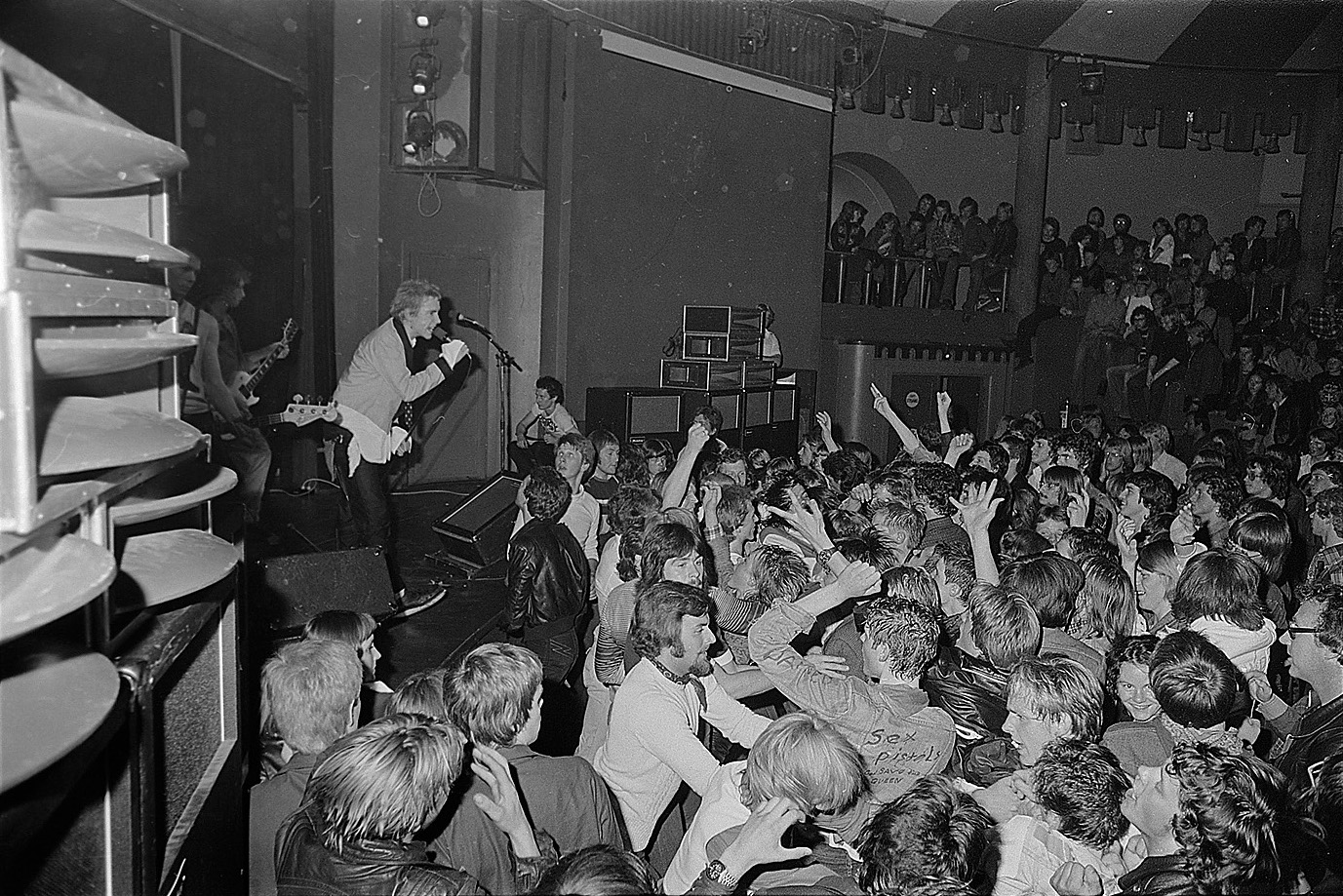
ノルウェー公演 (1977年)

1977年10月、唯一のオリジナル・ファースト・アルバム『勝手にしやがれ!!』を発売。このアルバムはロキシー・ミュージック、ピンク・フロイド、ポール・マッカートニーなどを手掛けた音楽プロデューサー、クリス・トーマスによってプロデュースされた。
マルコムはアルバムの販売権をヴァージン・レコードに独占させず、フランスの会社に1曲多い盤の製作を許可するなどの揺さぶりをかけた。アメリカでは大手のワーナー・ブラザース・レコード、日本では当時ヴァージンと提携していた日本コロムビアから発売された。
1978年、ワーナーの企画により初のアメリカツアーを決行。保守的な傾向の強い南部からツアーを始めたが、サンフランシスコ、ウインターランド公演後に、もはや嫌気が差していたジョニー・ロットンがバンドを脱退。急遽、アメリカツアーは中止され、実質上バンドの終焉となった。

### 解散後
脱退後のジョニー・ロットンは本名のジョン・ライドンに戻し、自ら率いるニュー・ウェイヴ、ポストパンク・バンド「パブリック・イメージ・リミテッド」を結成した。
スティーヴ・ジョーンズとポール・クックは、イギリスの大列車強盗犯人ロナルド・ビッグズやマルチン・ボルマンの偽物とコラボレーションを行うなど、おふざけ半分でピストルズを延命させられたのち、活動は消滅した。
マルコムは、嫌がるシド・ヴィシャスにフランク・シナトラの「マイ・ウェイ」の替え歌をレコーディングさせ、レコード発売も行っている。その後シドはアメリカツアーを行うが、宿泊していたホテルで恋人であったナンシー・スパンゲンを刺殺した容疑をかけられたまま、麻薬の大量摂取が原因で他界。結果的に「マイ・ウェイ」はシドの代表曲となった。
これらの時期収録の音源が、マルコム・マクラーレン主導で製作したピストルズドキュメンタリー映画『ザ・グレイト・ロックンロール・スウィンドル (映画)』のサウンドトラック盤（『ザ・グレイト・ロックン・ロール・スウィンドル』）に使用された。

### 再結成
1996年、「俺達には共通の目的ができた、それは金だ!」とうそぶき、オリジナル・メンバーにより再結成。
6月よりワールド・ツアーを決行し、翌7月にはライヴ・アルバム『勝手に来やがれ』を発売。実現した初来日公演は、異例の1か月間18公演を行っている。
2001年、かつてマルコム・マクラーレン主導で製作したドキュメンタリー映画『ザ・グレイト・ロックンロール・スウィンドル』は、真実の内容とは掛け離れているとして、旧メンバー側が製作したピストルズドキュメンタリー映画『ノー・フューチャー』を公開した。
2002年 - 2003年、夏に2回目の再結成。イギリスとアメリカで2公演を行い、翌年にもアメリカ・ツアーを実施。

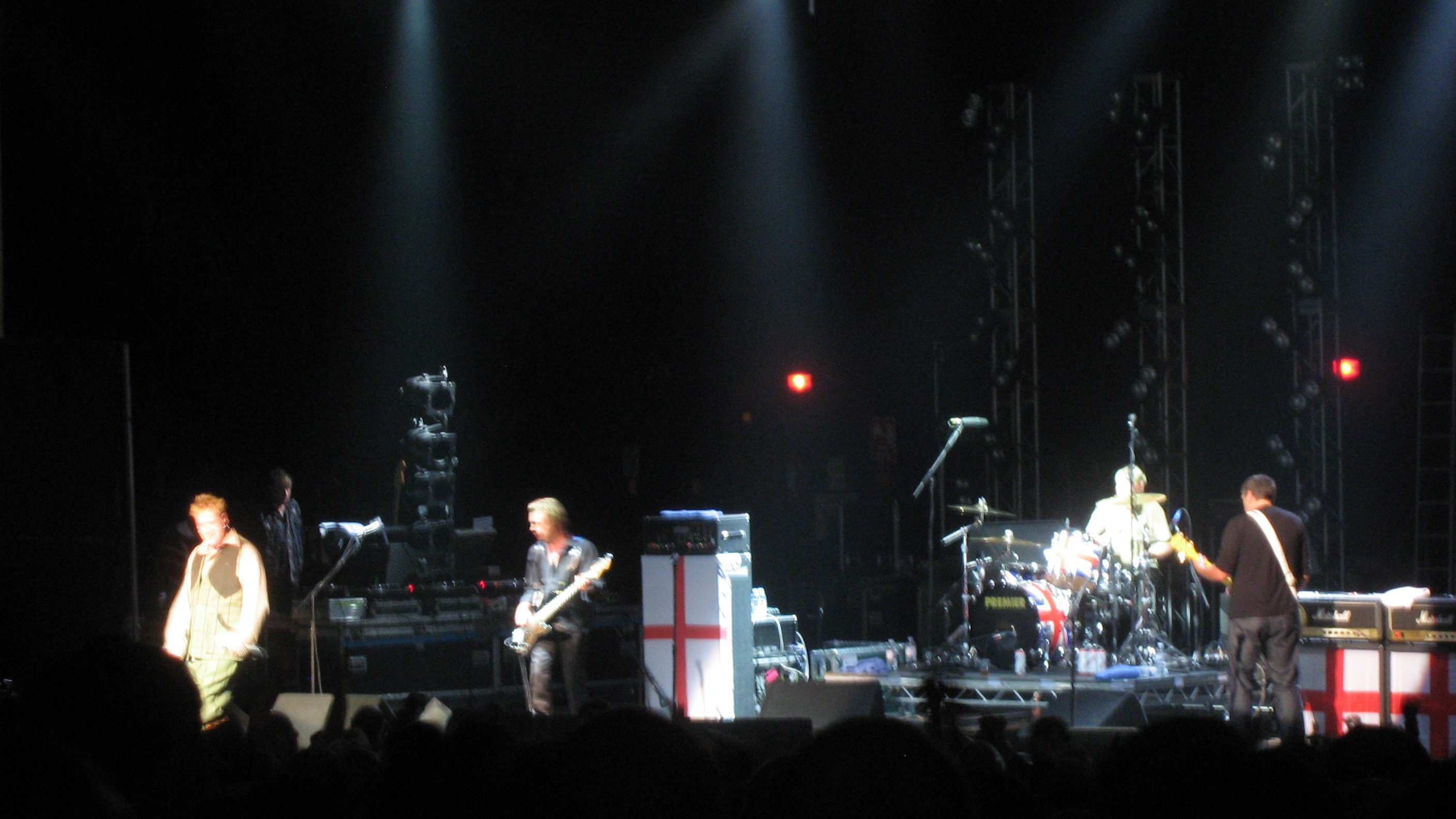
再結成 UKブリクストン公演 (2007年11月)

2006年、ロックの殿堂入りを果たす。しかし2月24日の朝、以前からロックの殿堂を皮肉っていたジョニー・ロットンを筆頭に彼らは、自身の公式サイトに直筆メッセージを掲載。その内容は、「セックス・ピストルズを除けば、ロックンロールもその殿堂入りも小便のシミだ。」と冒頭から罵倒。また1人あたり2万5,000ドル（約250万円）もの参加費用に関しても論難し、最後には「このクソみてえな系図に組み込まれねえのが、本当のセックス・ピストルズってもんだからさ」と締めくくった。これに対して主宰者は、怒るどころか、「彼らは非凡なパンク・スター。これこそがロックンロール」とさえコメントしている。ロックの殿堂入りを蹴ったという事案は史上初である。
2007年、11月に4回目の再結成を行い、ワールド・ツアーを展開。
2008年、日本のロックフェス『サマーソニック』に出演。以降、年内で再び活動停止。
2024年6月3日、クック、ジョーンズ、マトロックは、シェパーズ・ブッシュのブッシュ・ホールで「フランク・カーターとセックス・ピストルズ」と題した2回の再結成ショーを発表した。フランク・カーター・アンド・ザ・ラトルスネイクスおよびギャロウズのメンバーであるカーターが、ライドンの不在によりリード・ボーカルを務めた。彼らはセックス・ピストルズの唯一のスタジオ・アルバム『Never Mind the Bollocks, Here's the Sex Pistols』を全曲演奏。 8月25日、彼らはエディターズと共に2024 AMAミュージック・フェスティバルのヘッドライナーを務めた。その後2024年9月にイギリス・ツアーを行うことが発表され、正式名称は「フランク・カーター&セックス・ピストルズ」 9月20日にはノッティンガムのロックシティ会場で演奏し、翌日にはバーミンガムo2アカデミーで演奏、9月26日にはロンドンのケンティッシュタウンで演奏した。2024年11月12日には2025年のダウンロードフェスティバルのラインナップに加わることが発表された。2025年1月、彼らは1996年以来初のオーストラリアツアーを2025年4月に開催することを発表した。

## 特徴
当時としては斬新且つシンプルなギターコード、イギリス政府・イギリス王室・EMIのような体制や権威をこき下ろす歌詞、短い髪をツンツンに立てたり破れた服を安全ピンで留めるといった斬新なファッション、メディアでのインタビューで「shit」「fuck」「cunt」を連発するというスキャンダルにより注目された。

### 歌詞
ボーカルのジョニー・ロットンは「アナーキー・イン・ザ・U.K.」で、「俺は反キリスト者でアナーキスト」と叫び、破壊思想を流布するとしてMI5から監視された。元MI5部員が後に証言したところによると、「MI5のテロリストやスパイの監視を行う部署に『1977年コンテンポラリーミュージック破壊活動分子』というタイトルの付いたファイル群があり、その膨大な書類はすべてピストルズに関するものだった」という。しかし、ピストルズは左翼のみに支持されたわけではなく、「ボディーズ」はイギリスの保守ソングのランキング10位内にランクインしている。

### ファッション
安全ピンや、髪をツンツンに立てるといったファッションは、元々リチャード・ヘル（テレヴィジョンやハートブレイカーズの創設メンバー）が行っていたものをマルコム・マクラーレンが採り入れたと言われているが、ジョン・ライドンの自伝ではピストルズ加入以前から短髪を緑色に染めたり、父親に買ってもらったスーツをカットして安全ピンでつなぐなどしていたと記述されている。

### レコード契約
契約トラブル劇は、レーベルに所属するプログレッシブ・ロックのミュージシャンたちの強硬な反対も大きく影響していたといわれる。最終的に契約したヴァージンでも、所属していたマイク・オールドフィールドが最後まで契約に反対していたという。

## 歴代メンバー
- ジョニー・ロットン (Johnny Rotten) - ボーカル (1975年-1978年、1996年-2008年)
- スティーヴ・ジョーンズ (Steve Jones) - ギター/(ベース：スタジオ録音のみ) (1975年-1978年、1996年-2008年)
- ポール・クック (Paul Cook) - ドラムス (1975年-1978年、1996年-2008年)
- グレン・マトロック (Glen Matlock) - ベース (1975年-1977年、1996年-2008年)
- シド・ヴィシャス (Sid Vicious) - 二代目ベース (1977年-1978年) ※1979年死去

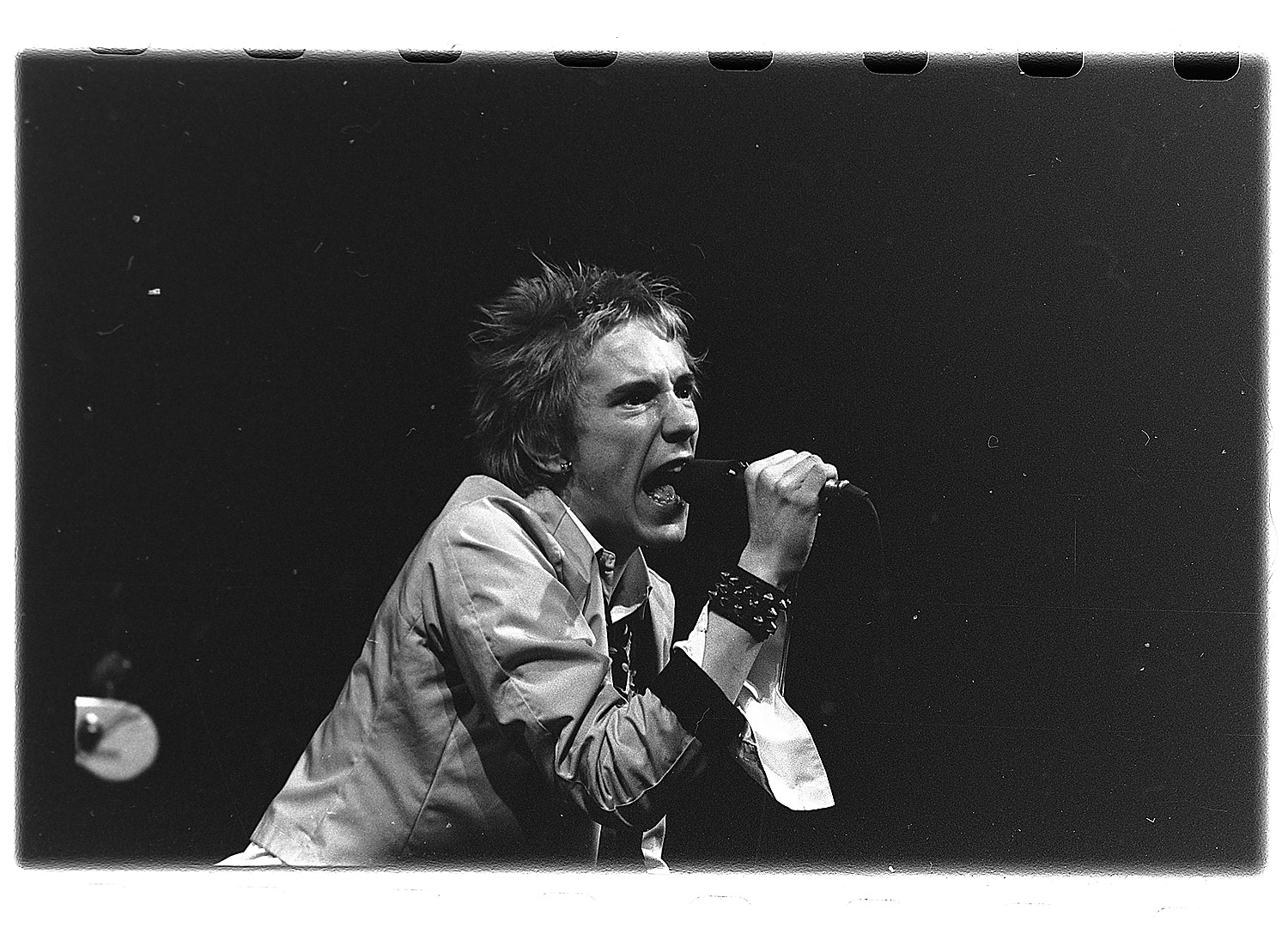
ジョニー・ロットン(Vo) 1977年
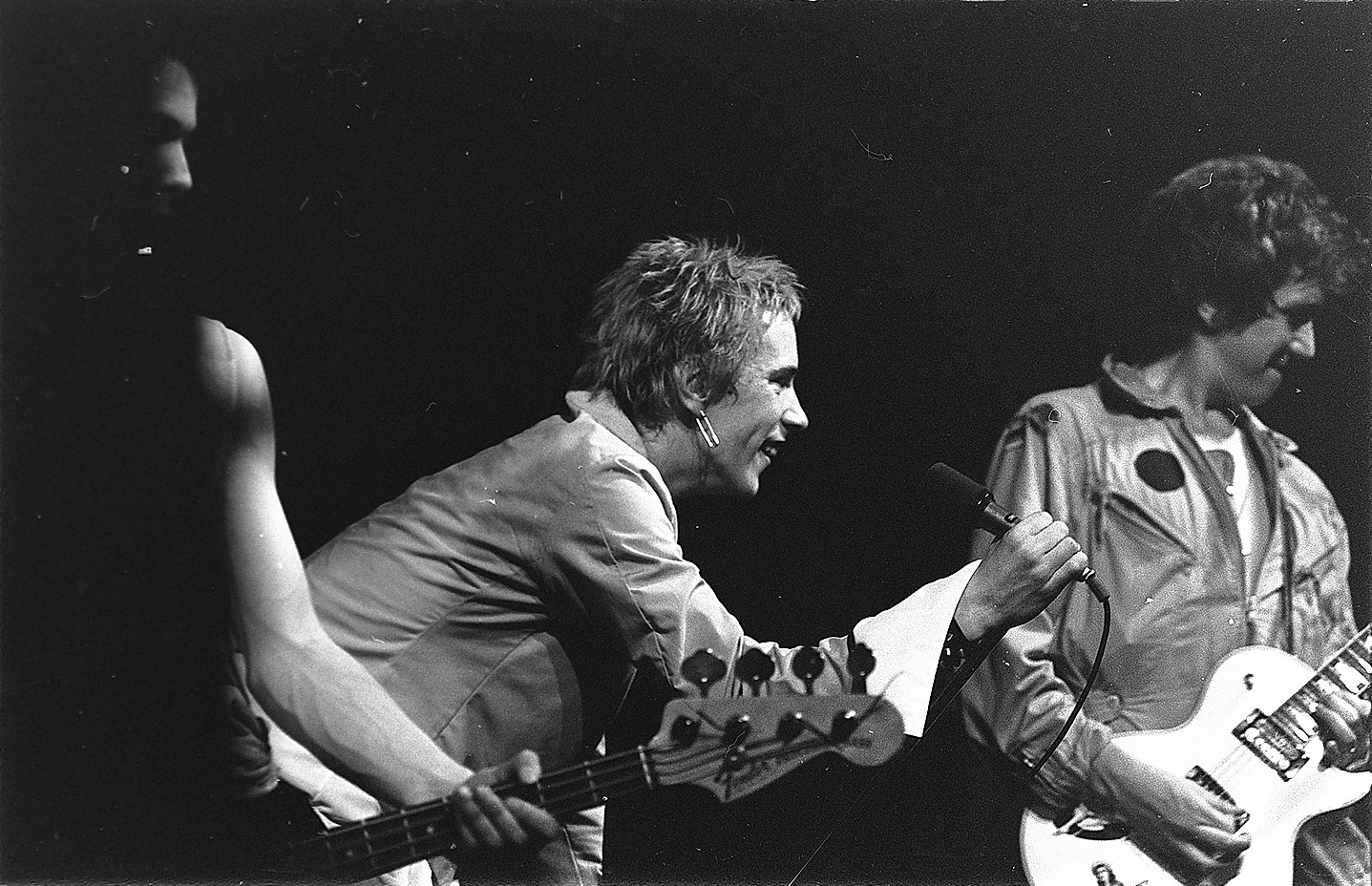
右スティーヴ・ジョーンズ(G) 1977年
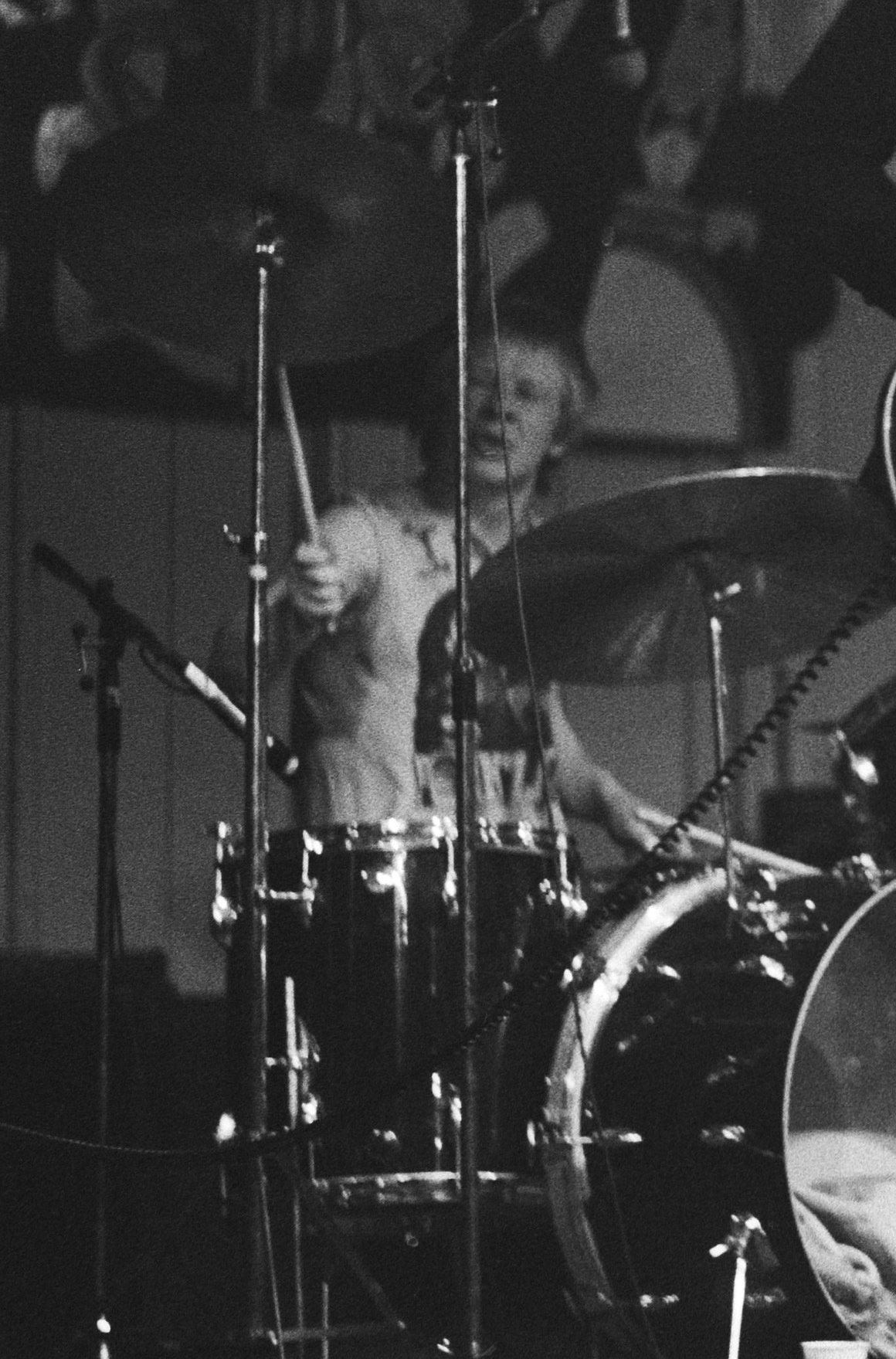
ポール・クック(Ds) 1977年
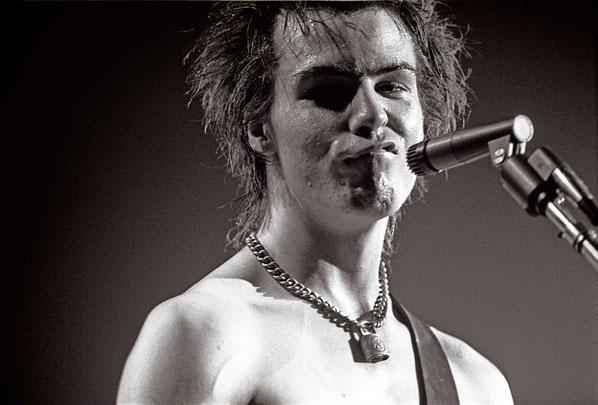
シド・ヴィシャス(B) 1978年

- 再結成オリジナル・ラインナップ（1996-2008）

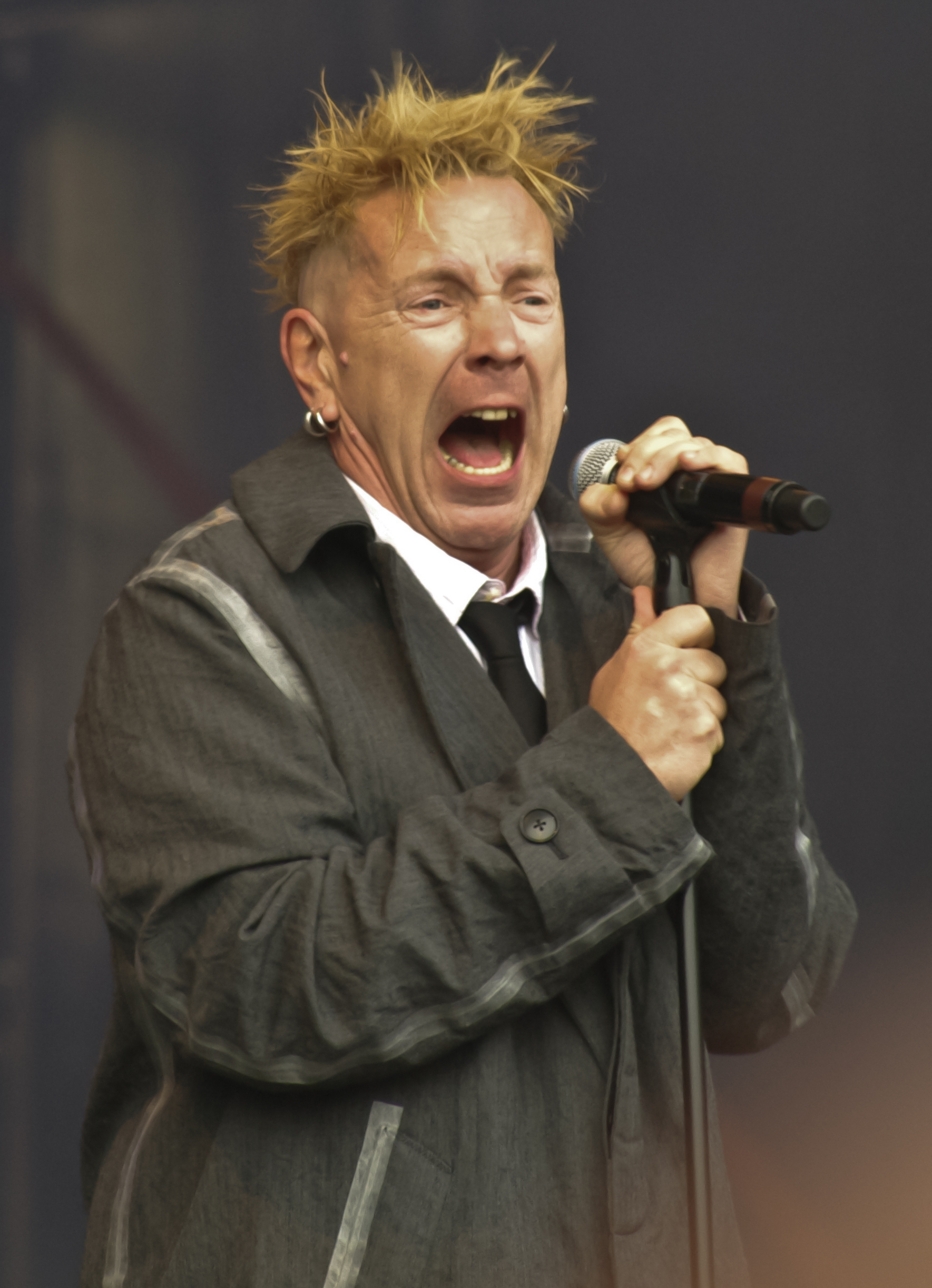
ジョニー・ロットン(Vo) 2010年
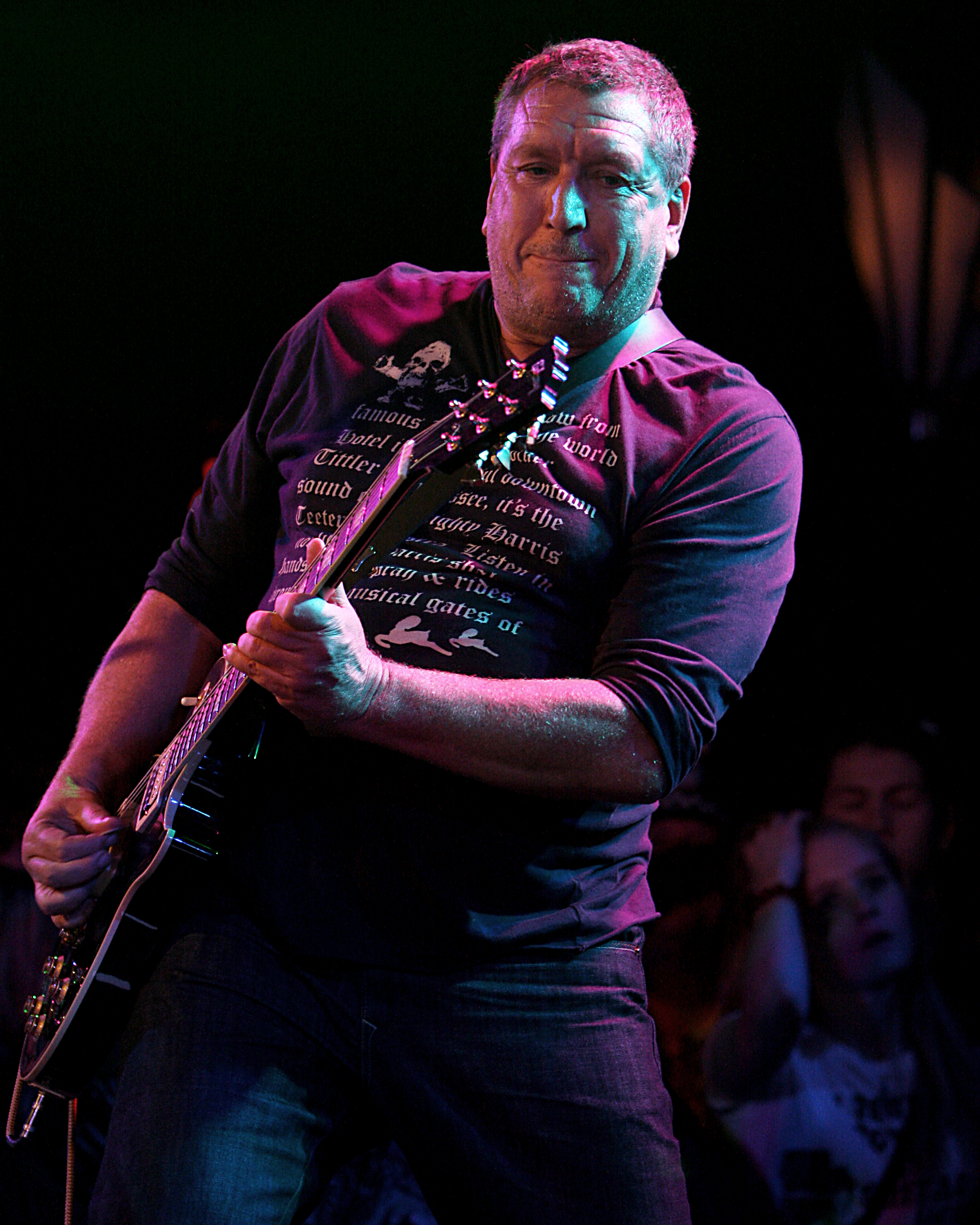
スティーヴ・ジョーンズ(G) 2008年
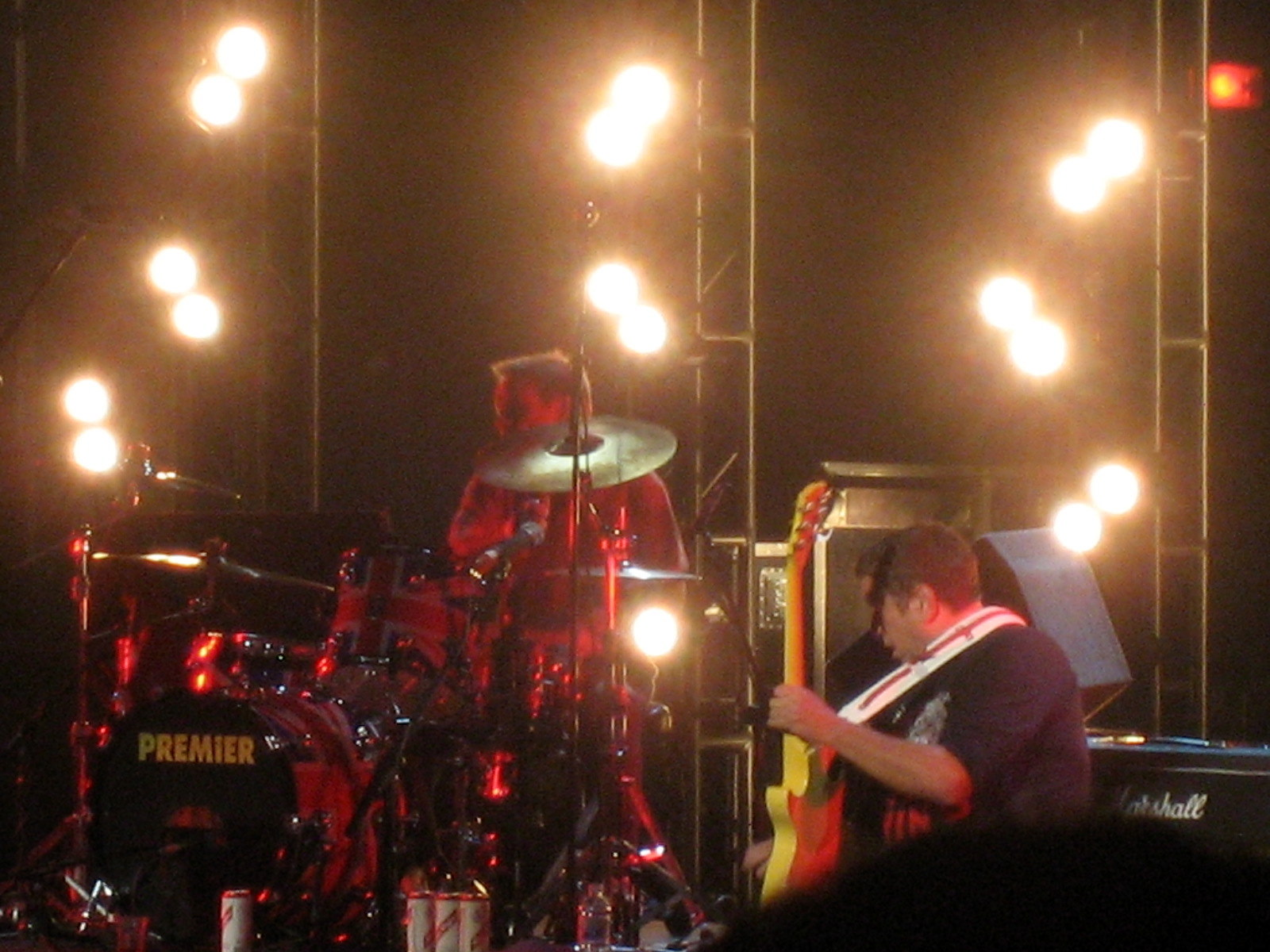
ポール・クック(Ds) 2007年
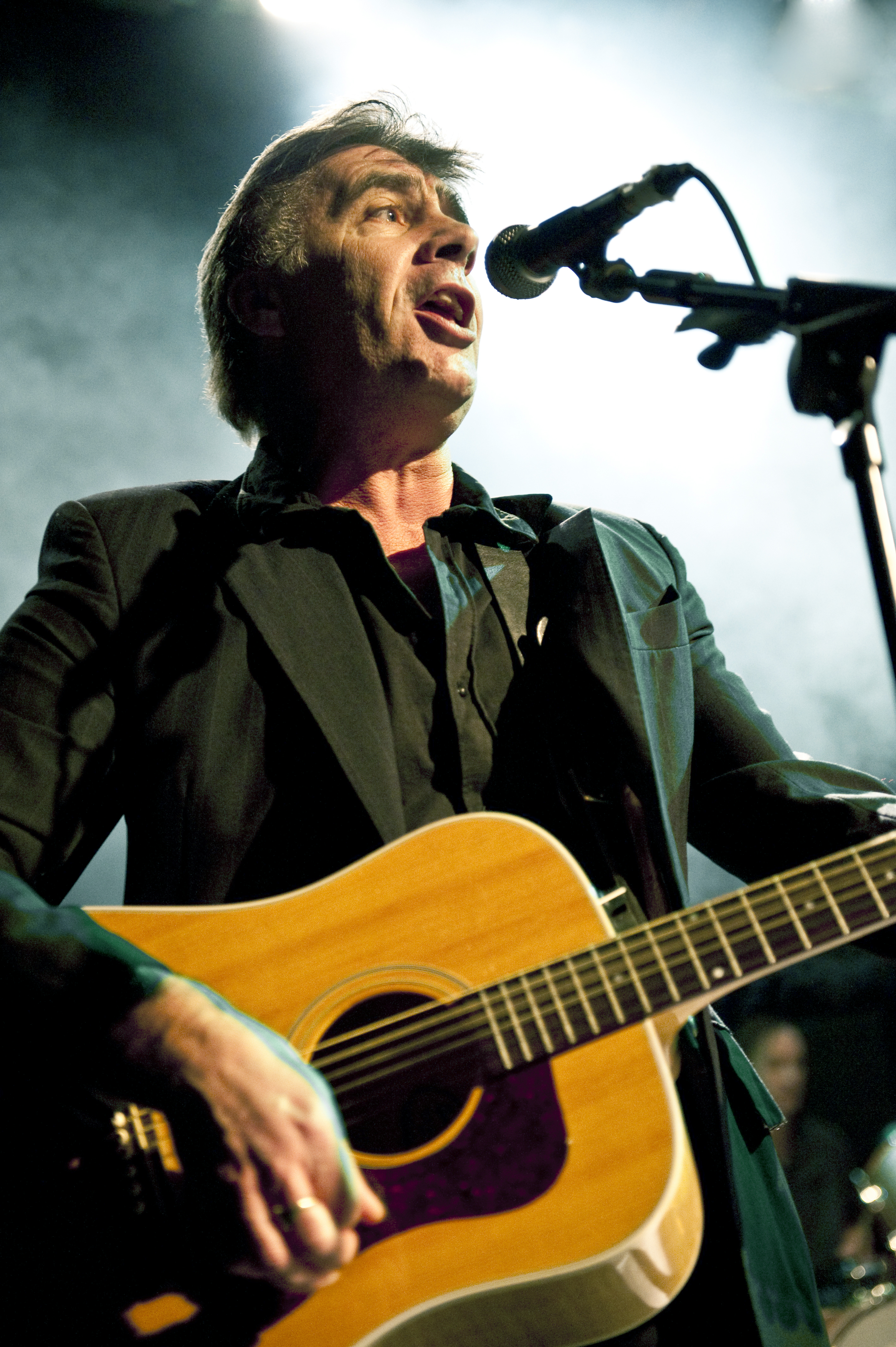
グレン・マトロック(B) 2010年

## ディスコグラフィ

### スタジオ・アルバム
- 『勝手にしやがれ!!』 - Never Mind the Bollocks, Here's the Sex Pistols (1977年)全英初登場1位

### ライブ・アルバム
- 『衝撃!!オリジナル・ピストルズ・ライヴ』 - Anarchy in the UK: Live at the 76 Club (1985年)
- 『勝手に来やがれ』 - Filthy Lucre Live (1996年)
- Raw and Live (2004年)

### コンピレーション・アルバム
- 『スパンク』 - Spunk (1977年) ※グレン・マトロック参加デモ音源。旧邦題『SPUNK - オリジナル・ブートレグ・フォーマット』
- 『ザ・グレイト・ロックン・ロール・スウィンドル』 - The Great Rock'n'roll Swindle (1979年)
- 『サム・プロダクト』 - Some Product: Carri on Sex Pistols (1979年)
- 『フロッギング・ア・デッド・ホース』 - Flogging a Dead Horse (1980年) ※旧邦題『ザ・ベスト・オブ・セックス・ピストルズ』
- 『KISS THIS - ベスト・オブ・セックス・ピストルズ』 - Kiss This (1992年)
- 『ベスト』 - Jubilee (2002年)
- Sex Pistols Boxed Set (2002年)
- Agents of Anarchy (2008年)
- The Original Recording (2022年)

### シングル
- 「アナーキー・イン・ザ・U.K./アイ・ワナ・ビー・ミー」 - "Anarchy In the U.K. / I Wanna Be Me" (1976年)
- 「ゴッド・セイヴ・ザ・クイーン/ディド・ユー・ノー・ロング」 - "God Save the Queen / Did You No Wrong" (1977年)
- 「プリティ・ヴェイカント/ノー・ファン」 - "Pretty Vacant / No Fun" (1977年)
- 「さらばベルリンの陽/サテライト」 - "Holidays In the Sun / Satellite" (1977年)

### 映像作品
- 『ノー・フューチャー』 (2000年) ※バンドのドキュメント
- 『クラシック・アルバムズ:勝手にしやがれ』 (2002年) ※レコーディングのドキュメント
- 『ザ・グレイト・ロックンロール・スウィンドル』 (2003年) ※1980年公開の映画
- 『勝手にやったぜ!!』 (2008年) ※ライブDVD

## 来日公演

### 1996年
ツアー公演
- 10月28日、29日、11月19日 CLUB CITTA'
- 10月31日-11月2日、13日、14日、松下IMPビル
- 11月4日、5日 日本武道館
- 11月7日 福岡サンパレス
- 11月9日-11日 CLUB DIAMOND HALL
- 11月17日 長野県松本文化会館
- 11月21日 北海道厚生年金会館
- 11月23日 仙台サンプラザ

### 2008年
サマーソニック
- 8月9日 幕張メッセ（千葉市）
- 8月10日 舞洲サマーソニック大阪特設会場（大阪市）

単独公演
- 8月12日 STUDIO COAST（江東区）

## 関連項目

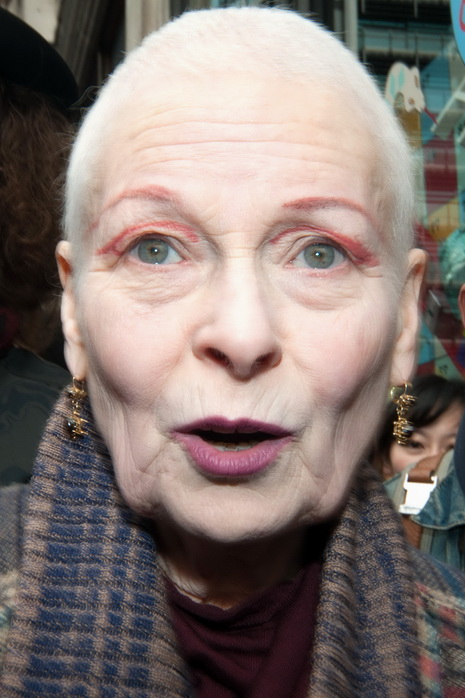
ヴィヴィアン・ウエストウッド